# Любов до трьох апельсинів (фільм)
«Любов до трьох апельсинів» (болг. «Любовта към тріть портокала») — спільний радянсько-болгарський двосерійний телевізійний фільм режисерів Віктора Титова і Юрія Богатиренка за однойменною оперою Сергія Прокоф'єва.

## Сюжет
В основі опери лежить казка Карло Гоцці «Любов до трьох апельсинів» (1760). У бродячому театрі глядач вимагає початку вистави, і при цьому актори не можуть вирішити, що ж сьогодні гратимуть. Маестро Дапертутто розподіляє ролі, і починається казка. Наслідний принц Тарталья хворий іпохондричною хворобою. Для позбавлення від хвороби він вирушає в подорож за трьома апельсинами, в одному з яких знаходить свою обраницю Нінетту. Хвороба назавжди відступає.

## У ролях
- Володимир Басов —  Маестро Дапертутто
- Сергій Мартінсон —  король
- Борис Амарантов —  Тарталья, меланхолійний принц
- Іван Цвєтарський —  Панталоне, радник короля
- Андрій Ніколаєв —  Труффальдіно
- Ілля Рутберг —  Леандр
- Світлана Орлова —  Клариче
- Лариса Трембовельська —  Фата Моргана
- Ірина Печерникова —  Смеральдіна
- Наталя Сєдих —  принцеса Нінетта
- Борис Січкін —  кухарка
- Юрій Медведєв —  Сценаріус

## Знімальна група
- Автори сценарію: Нікола Кіров, Юрій Богатиренко
- Режисери-постановники:  Віктор Титов, Юрій Богатиренко
- Оператор-постановник:  Володимир Нахабцев
- Художники-постановники: Костянтин Джидров,  Сергій Воронков
- Композитор:  Сергій Прокоф'єв